# Hydroporus melanocephalus
Hydroporus melanocephalus är en skalbaggsart som beskrevs av Leonard Gyllenhaal 1808. Hydroporus melanocephalus ingår i släktet Hydroporus och familjen dykare. Inga underarter finns listade i Catalogue of Life.